# Dettifoss
Dettifoss (islandska izgovorjava: [ˈtehtɪˌfɔss]) je slap v narodnem parku Vatnajökull na severovzhodu Islandije in slovi kot drugi najmočnejši slap v Evropi za Renskimi slapovi. Dettifoss leži na reki Jökulsá á Fjöllum, ki teče iz ledenika Vatnajökull in zbira vodo z velikega območja na severovzhodu Islandije. Z usedlinami bogat odtok vodo obarva sivkasto belo.
Slap je širok 100 metrov in 44 metrov visoko pada do kanjona Jökulsárgljúfur. Po količini pretoka je drugi največji slap na Islandiji (za Urriðafossom) s povprečnim pretokom vode 193 m³ / s. Superlativ 'najmočnejšega' izhaja iz pretoka vode, pomnoženega z razdaljo padca. Voda široke reke Jökulsá á Fjöllum pada več kot 44 metrov.

## Dostop
Do Dettifossa na njegovi zahodni strani vodi cesta 862, asfaltna cesta, zgrajena leta 2011. Cesta 862 omogoča dostop do Dettifossa v vseh letnih časih, starejša makadamska cesta (cesta 864) pa služi vzhodni strani in je prevozna običajno samo poleti.
Na zahodnem bregu je minimalno prostorov, vključno s sanitarijami, urejeno pohodniško potjo in razgledno ploščadjo. Na vzhodnem bregu je informativna tabla, ki jo vzdržuje osebje narodnega parka Vatnajökull (Vatnajökulsþjóðgarður), javno stranišče in pot do slapa.
Dettifoss je na Diamantnem krogu, priljubljeni turistični poti okoli Húsavíka in jezera Mývatn na severni Islandiji.

## V medijih
Ta slap je navdihnil glasbeno skladbo Dettifoss (op. 57) Jóna Leifsa.
Slap je predstavljen v znanstveno-fantastičnem filmu Prometej iz leta 2012, ki stoji kot pokrajina na prvotnem planetu, podobnem Zemlji.